# Åbo Nation
Åbo Nation (förkortat ÅN) är en svenskspråkig studentnation vid Helsingfors universitet.
Nationen riktar sig främst till studerande från Åbo, Björneborg, Åboland, Åland eller Tammerfors. Nationen är grundad 1906.

## Nypolen
Nationslokalen, som heter Nypolen, finns på Nya studentshusets fjärde våning. Åbo Nation flyttade till Nypolen år 2010 från husets sjätte våning. Nypolen är uppdelad i flera olika rum, en mindre sal "Lilla salen", och festsalen "Stora salen" som även används av Eteläsuomalainen osakunta. Nypolen används även av StudOrg, Östra Finlands Nation, Åländska studentföreningen i Helsingfors och Svenska Nationer och Ämnesföreningar.

## Vännationer
Vännationer
- Smålands nation, Uppsala
- Blekingska nationen, Lund
- Östra Finlands nation, Helsingfors
- Åbolands Nation, Åbo
- Åboländska nationen i Vasa, Vasa

Systernation
- Varsinaissuomalainen osakunta, Helsingfors
- Satakuntalainen Osakunta, Helsingfors

Vänförening
- Åländska studentföreningen i Helsingfors
- Statsvetenskapliga klubben vid Åbo Akademi, Åbo

## Inspektorer
| Åbo nations inspektorer |
| |
| Eskil Petraeus 1643-1652? \| Abraham Thauvonius 1653-1665? \| Martin Ruskiapää (Miltopaeus) 1665-1679 \| Simon Johannis Tolpo 1679-1711\| Gabriel Juslenius 1722-1724 \|Algot Scarin 1724-1761 \| Jakob Gadolin 1761-1788 \| Abraham Johannis Thavastus 1791 \| Jacob Tengström 1799-1803 \| Gabriel Erik Haartman 1803-? \| Natanael Gerhard af Schultén 1826 - 1838 \| Gabriel Geitlin 1838-1846/1852 \| Zacharias Topelius 1868-1871 \| Otto E. A. Hjelt 1871-1883 \| Josef Adam Joakim Pippingsköld 1883-1884 \| M. G. Schybergson 1884-1901 \| E. N. Setälä 1901-1904, 1904-1906 \| M. G. Schybergson 1906-1922 \| Fredrik Elfving 1922-1926 \| Carl Gabriel von Bonsdorff 1926-1927 \| Julio N. Reuter 1927-1931 \| Ernst Ehrnrooth 1931-1940 \| Erik af Hällström 1940-1946 \| Ole Reuter 1946-1963 \| Gustav Elfving 1964-1975 \| Lars von Haartman 1975-1982 \| Lars David "Lala" Eriksson 1982-2002 \| Fred Karlsson 2002-2008 \| Mats Gyllenberg 2008-2024 \| Anu Lahtinen 2024- |